# Aegomorphus corticarius
Aegomorphus corticarius es una especie de escarabajo longicornio del género Aegomorphus,  subfamilia Lamiinae. Fue descrita científicamente por Tippmann en 1960.
Se distribuye por América del Sur, en Bolivia y Brasil. Mide 10-14 milímetros de longitud.